# Paul Jäger (Jurist)
Paul Jäger (* 7. Januar 1875 in Speyer; † 9. Oktober 1940 in Kempten (Allgäu)) war ein deutscher Verwaltungsjurist, Landrat und Mitglied der bayerischen Kammer der Abgeordneten.

## Leben
Paul Jäger studierte bis zum Jahre 1897 Rechtswissenschaften an der Ludwig-Maximilians-Universität München (Mitglied der katholischen Studentenverbindung Aenania München) und der Julius-Maximilians-Universität Würzburg. Nach dem dreijährigen Vorbereitungsdienst (Referendariat) legte er 1900 in Speyer das Große juristische Staatsexamen ab und kam als Akzessist zum Staatsministerium des Innern. Am 1. Juni 1903 zum  Assessor beim Bezirksamt Füssen ernannt, wurde er dort zum 1. November 1917 als Bezirksamtmann Leiter der Verwaltung. Am 1. November 1918 wechselte er als Bezirksamtsvorstand zum Bezirksamt Mainburg, wurde dort Oberregierungsrat und blieb  bis zu seinem Weggang am 1. Mai 1929 in gleicher Funktion zum Bezirksamt Kempten. Als Landrat des Landkreises Kempten verstarb er im Amt. 
Jäger war Mitglied des Bayerischen Zentrums und von 1902 bis 1911 Mitglied der  Kammer der Abgeordneten für den  Wahlkreis Kempten-Füssen.